# Bock
Pour les articles homonymes, voir Bock (homonymie).

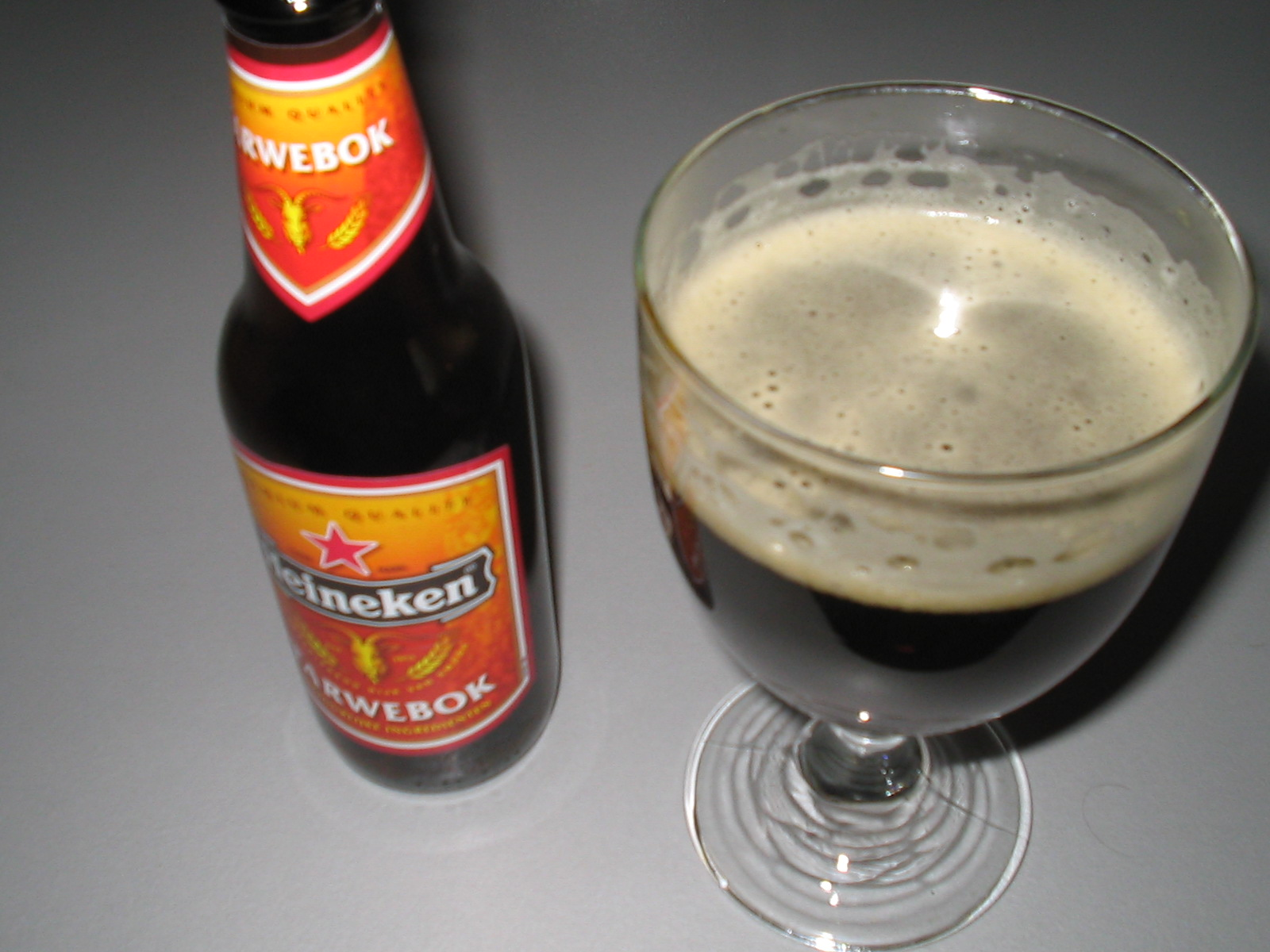
Bouteille de bière bock, avec un verre rempli.

La bock ou bockbier ou starkbier est un type de bière de fermentation basse brassée essentiellement dans le sud de l'Allemagne (Bavière), mais originaire de Basse-Saxe. Les bockbiere peuvent être blondes ou brunes et se distinguent par un degré d'alcool élevé, à partir 6 % jusqu'à 8 % d'alcool. Elles se reconnaissent généralement à leur nom qui contient bock ou la terminaison -ator (pour les doppelbock). En Bavière où elles sont principalement brassées et consommées, elles représentent environ 1 % de la consommation totale de bière. Une variante existe également aux Pays-Bas, appelée bok.
Le terme bock désigne également un verre à bière d'une contenance d'un quart de litre.

## Histoire et variantes
Depuis le Moyen Âge, on trouve selon les saisons ou les périodes religieuses de l'année, différents types de bock :

### Fermentation basse
- Urbock : La « bock originale » est un ancien type de bière du nord de l'Allemagne bien que répandu à présent en Bavière. Son nom dérive de la ville de Einbeck en Basse-Saxe où les bockbiere sont apparues au Moyen Âge (XIIIe siècle) afin de ravitailler les membres de la Ligue hanséatique. À l'origine cette bière brune de fermentation haute était brassée à partir de froment et d'orge ; aujourd'hui elle est brassée à fermentation basse comme une lager à partir d'orge. Dès cette époque on y ajoutait du houblon et non plus du gruit. Avec un fort taux d'alcool (6,5 % en vol.), ces bières avaient une très bonne conservation et pouvaient être expédiées très loin. Bientôt leur qualité devaient aussi concurrencer puis supplanter celles de Bavière jusqu'à ce qu'un brasseur venu d'Einbeck produise à Munich une copie digne de ce nom en 1612, commercialisée en 1614 à la Hofbräuhaus. Il semblerait que ce soit d'abord les nobles puis les bourgeois qui consommèrent cette bière plus chère que les autres.
- Winterbock, Weihnachtsbock et Dunkel bock : ce sont des variantes de bock brunes brassées en hiver, à l'occasion de Noël.
- Fasten bock, Doppelbock et Eisbock : ce sont des bières fortes ambrées brassées pendant la période de carême et servant alors de pain liquide. Les moines popularisèrent cette bière qui devait notamment remplacer les aliments solides des jours de jeûne dans les monastères.
- Maibock, Frühlingsbock ou Helles bock : c'est la bière blonde de printemps et d'été, plus légère et plus festive.

### Fermentation haute
- Weizenbock :  il s'agit d'une variété brassée à partir d'un mélange de froment et d'orge, avec des levures différentes.
- Weizendoppelbock et Weizeneisbock : ce sont des versions plus fortes et plus ambrées.

## Brassage
Elles se distinguent par une densité primitive de moût supérieure à 16 % et un brassage à partir de décoction. On distingue les Doppelbock au-delà de 18 %.
Une variante, la Eisbock est partiellement congelée pendant la maturation, ce qui permet, en enlevant la glace, d'atteindre une concentration d'alcool plus élevée sans sucres additifs. En effet ceux-ci étaient interdits par le Reinheitsgebot.